# Un cadeau pour le patron
Pour plus de détails, voir Fiche technique et Distribution.
Un cadeau pour le patron (Surprise Package) est un film américain réalisé par Stanley Donen, sorti en 1960.

## Synopsis
Nico March, gangster américain, est expulsé et renvoyé sur l'île grecque où il a vu le jour. Une fois sur place, il est observé par un chef de police local corrompu.

## Fiche technique
- Titre original : Surprise Package
- Titre français : Un cadeau pour le patron
- Réalisation : Stanley Donen
- Scénario : Harry Kurnitz d'après le livre d'Art Buchwald
- Photographie : Christopher Challis
- Montage : Jim Clark
- Musique : Benjamin Frankel
- Production : 
  - Producteur : Stanley Donen
  - Producteur exécutif : Paul B. Radin
- Société(s) de production : Stanley Donen Enterprises et Columbia Pictures Corporation
- Société(s) de distribution : Columbia Pictures (États-Unis)
- Pays de production :  États-Unis
- Langue originale : anglais
- Format : noir et blanc – 35 mm – 1,37:1 – mono
- Genre : comédie
- Durée : 100 minutes
- Dates de sortie :
  - États-Unis : 29 septembre 1960 (New York)
  - France : 30 novembre 1960
- Affiche : Georges Kerfyser (France)

## Distribution
- Yul Brynner : Nico March
- Mitzi Gaynor : Gabby Rogers
- Noël Coward : Roi Pavel II
- Eric Pohlmann : Chef de Police Stefan Miralis
- George Coulouris : Dr Hugo Panzer
- Guy Deghy : Tibor Smolny
- Warren Mitchell : Klimatis
- Lyndon Brook : Stavrin
- Alf Dean[1] : Igor Trofim
- Lionel Murton : US Marshal
- Barry Foster : US Marshal

Acteurs non crédités
- Paul Carpenter : cadre de la télévision
- Frederick Leister : conseiller de Pavel II

## Bande originale
- Surprise Package
  - Écrit par Sammy Cahn et Jimmy Van Heusen
  - Chanson par Noel Coward